# Соловьёв, Василий Флегонтович
Васи́лий Флего́нтович Соловьёв (16 января 1922, Ванюково, Козьмодемьянский кантон, Марийская автономная область, РСФСР — 18 декабря 2008, Козьмодемьянск, Марий Эл, Россия) — марийский советский партийный деятель. Председатель Горномарийского райисполкома Марийской АССР (1968—1978). Почётный гражданин Козьмодемьянска (Марий Эл) (2000). Участник Великой Отечественной войны. Член ВКП(б).

## Биография
Родился 16 января 1922 года в дер. Ванюково ныне Горномарийского района Марий Эл.
С 1930 года обучался в Красноволжской школе Горномарийского района Марийской автономной области, в 1941 году окончил Козьмодемьянское педагогическое училище Марийской АССР.
В январе 1942 года призван в РККА. Участник Великой Отечественной войны: окончил Ярославское интендантское училище,  после окончания которого был направлен в 1355 зенитный артиллерийский полк 28 артиллерийской дивизии. Потом был переведён в 1071 истребительный противотанковый полк резерва главного командования сначала на Брянском, затем – на 1-м Белорусском фронте, где стал начальником оперативной части и начальником снабжения, старший лейтенант интендантской службы. Прошёл боевой путь от Подмосковья до Берлина: участвовал в боях под Москвой, освобождал Ефремов, Орёл и Брянск, Белоруссию. В составе 2 танкового ордена Суворова и Кутузова корпуса освобождал Польшу и принимал активное участие в штурме Берлина. В сентябре 1946 года демобилизовался.
Вернувшись домой, с 1947 по 1955 год работал военруком Микряковской средней школы Горномарийского района Марийской АССР. В мае 1955 года переведён на должность пропагандиста Еласовского районного комитета КПСС. В 1960 году окончил Казанскую партийную школу. Находился на партийных и советских должностях в родном районе: был инструктором Марийского обкома КПСС, заведующим Горномарийским райотделом образования,  в 1968—1978 годах, вплоть до ухода на пенсию — председатель Горномарийского райисполкома Марийской АССР. После выхода на пенсию работал секретарём Горномарийского исполкома народных депутатов, председателем Козьмодемьянского Совета ветеранов.
В 1971—1975 годах был депутатом Верховного Совета Марийской АССР XVIII созыва в 1971—1974 годах — членом областной ревизионной комиссии, в 1986 году — внештатным инструктором организационного отдела Президиума Верховного Совета Марийской АССР.
За многолетний добросовестный труд награждён орденами Трудового Красного Знамени, медалями, почётными грамотами Советского фонда мира, Госплана СССР, Марийского обкома КПСС и Совета Министров Марийской АССР. В 2000 году ему присвоено почётное звание «Почётный гражданин Козьмодемьянска».
Скончался 18 декабря 2008 года в Козьмодемьянске Марий Эл, похоронен там же.

## Звания и награды
- Почётный гражданин Козьмодемьянска (2000)[1]
- Орден Трудового Красного Знамени (1971, 1973)[1]
- Орден Отечественной войны I степени (06.04.1985)[3][4]
- Орден Красной Звезды (11.05.1945)[3][4]
- Медаль «За взятие Берлина»[3][4]
- Медаль «За освобождение Варшавы»[3][4]
- Медаль «За победу над Германией в Великой Отечественной войне 1941—1945 гг.» (09.05.1945)[3][3]
- Медаль «За доблестный труд. В ознаменование 100-летия со дня рождения Владимира Ильича Ленина»
- Серебряная медаль ВДНХ (1970)[1]
- Бронзовая медаль ВДНХ
- Почётная грамота Президиума Верховного Совета Марийской АССР (1972, 1975)[1]